# Hokkien (peuple)
Le peuple Hoklo ou Hokkien (chinois : 福建儂 ; pinyin : Hok-kiàn-lâng) fait partie de l'ethnie Han dont la terre d'origine se situe dans le sud du Fujian en Chine.  
Ils sont également connus sous divers endonymes (Pe̍h-ōe-jī : Hok-ló-lâng/Hō-ló-lâng/Ho̍h-ló-lâng/Hô-ló-lâng), ou d'autres termes connexes tels que peuple Banlam (Minnan) (閩南儂 ; Bân-lâm-lâng).  
Le terme « Hokkien » est parfois utilisé à tort pour désigner tous les habitants du Fujian. 
Le peuple Hoklo de cet article fait référence aux personnes dont la langue maternelle est le hokkien ou quan-Zhang minnan (泉漳閩南, nom de l'origine géographique : du Sud de la rivière Min, et particulièrement des districts de Quanzhou et Zhangzhou) parlé dans le sud du Fujian (Chine), à Taïwan, en Malaisie, à Singapour, en Indonésie, aux Philippines et par de nombreux Chinois d'outre-mer à travers l'Asie du sud-est. 

## Étymologie
À Taïwan, il existe trois façons courantes d'écrire Hoklo en caractères chinois (les prononciations hokkien sont données en Pe̍h-ōe-jī), bien qu'aucune n'ait été établie comme étymologiquement correcte : 
- 福佬; Hok-ló; "peuple Fujian" –  terme employé par erreur par les personnes chinoises originaires d'autres provinces de Chine pour mettre en évidence leur lien d'origine avec la province du Fujian. Ce n'est pas une translitération exacte provenant du Hokkien bien que celle-ci peut être employée en langue hakka à proprement parler.
- 河洛; Hô-lo̍k; "fleuve jaune" ou "fleuve Luo"  –  terme qui met en évidence leur longue histoire supposée venir de la région au sud du fleuve Jaune, mais qui n'existe pas en Hokkien. Cette translittération est une étymologie populaire inexacte, bien que la prononciation chinoise de Héluò a gagné du crédit à travers la propagation de cette translittération inexacte[1].
- 鶴佬; Ho̍h-ló; "peuple grue"  –  terme qui met en évidence la prononciation moderne des caractères (sans considération du sens des caractères chinois), phonologiquement exacte.

Pendant ce temps, le peuple hoklo s'identifie sous le nom de 河老; Hô-ló; "fleuve âgé".
En dialectes hakka, teochew et cantonais, le terme "hoklo" peut être écrit hoglo (學老; "vieux érudit") ou 學 佬 ("peuple érudit"). 
Malgré les nombreuses manières d'écrire hoklo en chinois, le terme holo (hō-ló/hô-ló) s'emploie à Taïwan pour désigner l'ethnie et la langue (taïwanais).

## Culture

### Architecture

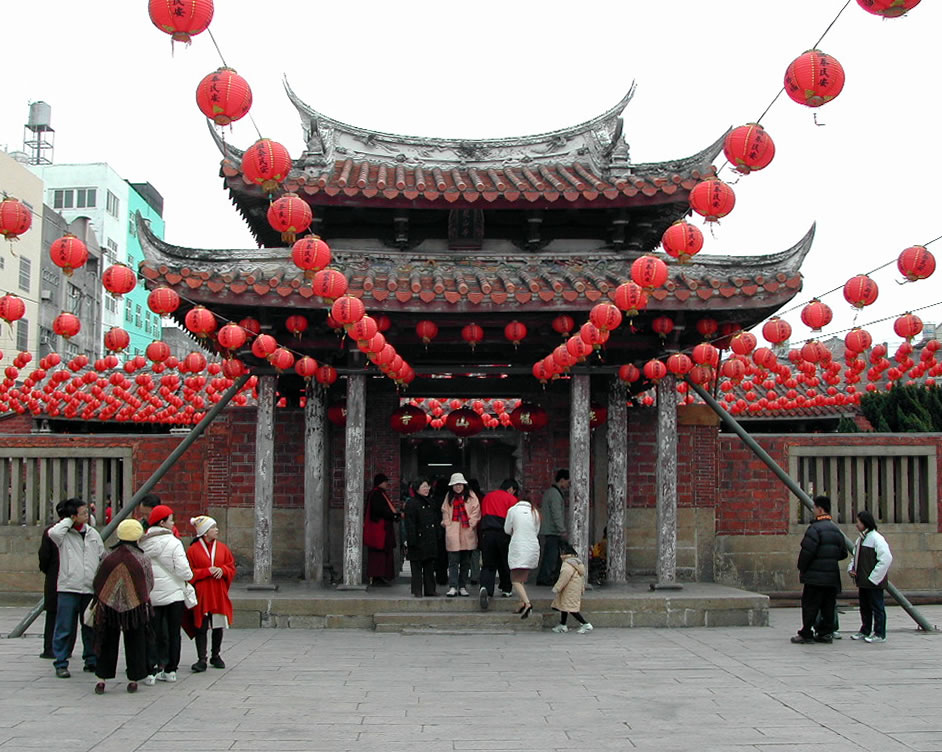
Le temple Longshan de Lukang revêtu du style d'architecture Hoklo.

L'architecture hoklo est, pour sa plus grande partie, similaire aux autres styles d'architecture traditionnels chinois. Les temples et sanctuaires hoklo se caractérisent par leurs corniches pointues et inclinées, comme l'architecture han que l'on retrouve dans toutes les régions de Chine en raison des croyances superstitieuses. Cependant,  ils se différencient par rapport aux styles des autres régions de Chine dans la mesure où les toits sont hauts et penchés, puis dotés d'incrustations de bois et de porcelaine détaillées finement.
Les principales entrées des temples hoklo s'avèrent légèrement différentes puisqu'elles sont habituellement décorées de deux dragons posés sur chaque coin du toit puis d'une sculpture miniature en forme de pagode au centre. Un tel exemple de cette caractéristique architecturale est le temple Kaiyuan situé dans la province du Fujian en Chine.

### Langue
Le peuple hoklo parle le dialecte minnan standard (hokkien) qui est mutuellement intelligible avec le dialecte teochew à un degré faible. L'origine du minnan remonterait à la dynastie Tang, d'autant plus qu'il aurait des racines dans les précédentes périodes des dynasties du nord et du sud et aurait un peu influencé les autres dialectes.
Le hokkien détient l'un des inventaires de phonèmes les plus diversifiés parmi les variétés de dialectes chinois, avec plus de consonnes que le mandarin standard ou le cantonnais. Les voyelles sont plus ou moins similaires à celles du mandarin standard. Les variétés de hokkien conservent beaucoup de prononciations qu'on ne trouve plus dans les autres variétés de dialectes chinois. Elles incluent la conservation du /t/ initial, qui se prononce aujourd'hui /tʂ/ ('zh' en pinyin) en mandarin (par exemple 'bambou' 竹 se prononce tik, mais zhú en mandarin) mais qui a disparu avant le VIe siècle dans les autres variétés de dialectes chinois. Le hokkien possède 5 à 7 tons ou 7 à 9 tons selon le sens traditionnel ou selon la variété de hokkien parlé, tel que le dialecte amoy qui possède 7 à 8 tons.

## Diaspora

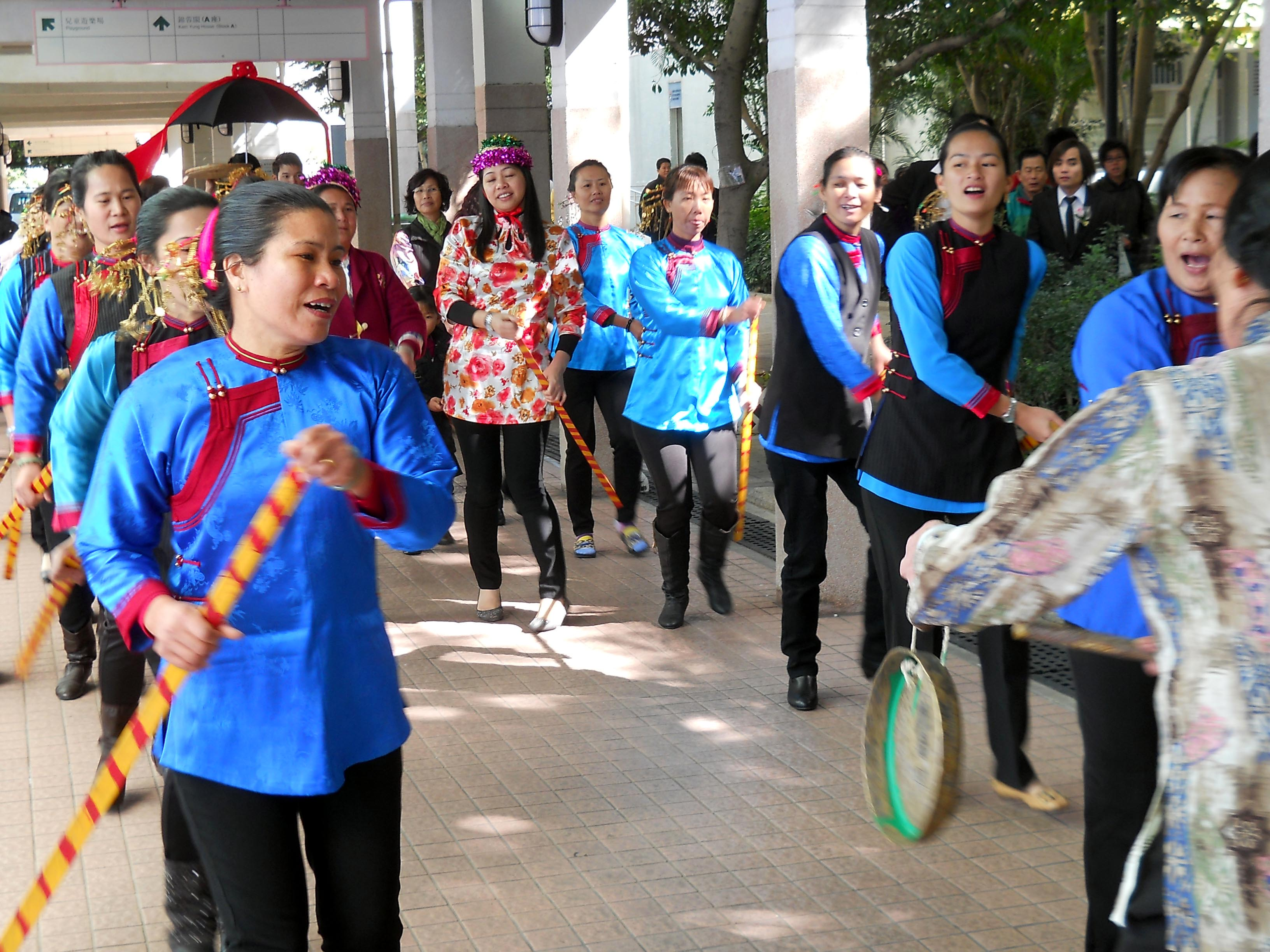
Des femmes hokkien en costume traditionnel réalisant la danse des Bateaux Dragons à Hong Kong.

### Taïwan

Régions où l'on parle le minnan en Chine du sud et à Taïwan. Seuls les locuteurs des dialectesQuanzhou-Zhangzhou (ou Hokkien) sont vus comme appartennant à l'ethnie Hoklo.

Environ 70% de la population taïwanaise descendent d'immigrants hoklo qui arrivèrent sur l'île avant le commencement de la domination japonaise en 1895. Ils peuvent être répertoriés comme originaires de Xiamen, Quanzhou et de Zhangzhou, si l'on se base sur leurs dialectes et districts d'origine. La population provenant des régions parlant le dialecte de Quanzhou dominait le nord de l'île et la côte ouest, alors que la population provenant des régions parlant le dialecte de  Zhangzhou dominait le sud et les plaines centrales.

### Malaisie, Singapour, Indonésie et Philippines (Hokkien-lang)
Le hoklo ou "Hokkien-lang" (terme sous lequel ils sont connus) est le groupe ethnique le plus important parmi les Chinois de Malaisie, de Singapour et du sud de la Thaïlande, d'autant plus qu'il constitue la plus grande concentration de Hoklo ou de Hokkien-lang dans la région. Les variétés de dialectes hokkien ou minnan sont toujours couramment parlées dans ces pays mais leur utilisation quotidienne décroît lentement au profit du mandarin, de l'anglais ou de la langue locale.  
Les Hoklo ou Hokkien-lang représentent également le groupe le plus important parmi les Chinois d'Indonésie. La plupart ne parlent que l'indonésien. 
Aux Philippines, les Hoklo ou Hokkien-lang forment la majorité des Chinois du pays. Le dialecte hokkien/minnan y est encore parlé. 

### Hokkiens Hailufeng
Les locuteurs du Minnan habitant Haifeng et Lufeng dans la province du Guangdong sont appelés hokkiens Hailufeng ou minnan Hailufeng, dans une portée limitée, mais sont souvent confondus avec des étrangers comme le peuple Chaozhou/Teochew à Hong Kong et en Asie du Sud-Est. 
Chen Jiongming est un célèbre Hailufeng Hokkien qui fut gouverneur des provinces du Guangdong et du Guangxi au cours de la République de Chine. 

### Amérique
Après les années 1960, de nombreux Hokkiens de Taïwan commencèrent à immigrer aux États-Unis et au Canada. 